# The Cars
The Cars (с англ. — «Машины») — американская рок-группа, образованная в Бостоне в 1976 году. Появившись на сцене Новой волны в конце 1970-х, она состояла из Эллиота Истона (соло-гитара), Грега Хоукса (клавишные), Рика Окасека (ритм-гитара), Бенджамина Орра (бас-гитара) и Дэвида Робинсона (ударные). Окасек и Орр делили ведущий вокал, а Окасек был главным автором песен группы.
The Cars были в авангарде слияния гитарно-ориентированного рока 1970-х годов с новой поп-музыкой, ориентированной на синтезатор, которая стала популярной в начале 1980-х годов. Роберт Палмер, музыкальный критик The New York Times и Rolling Stone, описал музыкальный стиль The Cars: «Они взяли некоторые важные, но разрозненные современные тенденции — минимализм панка, лабиринтные синтезаторные и гитарные текстуры арт-рока, возрождение рокабилли 50-х годов и мелодичную лаконичность пауэр-попа — и смешали их в индивидуальную и привлекательную смесь».
The Cars были названы лучшим новым артистом в опросе читателей журнала Rolling Stone 1978 года. Дебютный альбом группы, The Cars, разошёлся тиражом в шесть миллионов копий и занимал 139 недель в чарте альбомов Billboard 200. У The Cars было четыре Топ-10 хитов: «Shake It Up» (1981), «You Might Think» (1984), «Drive» (1984) и «Tonight She Comes» (1985). Группа выиграла видео года за песню «You Might Think» на первой премии MTV Video Music Awards в 1984 году.
The Cars распались в 1988 году. Орр умер в 2000 году от рака поджелудочной железы. Оставшиеся в живых первоначальные участники The Cars воссоединились в 2010 году, чтобы записать седьмой и последний альбом группы Move Like This, который был выпущен в мае 2011 года. После короткого тура в поддержку Move Like This группа снова взяла паузу. В апреле 2018 года The Cars были введены в Зал славы рок-н-ролла и воссоединились, чтобы выступить на церемонии вступления. Это было последнее выступление группы с Окасеком, который умер 15 сентября 2019 года от сердечно-сосудистых заболеваний.

## История

### Ранние годы
До появления The Cars участники группы выступали вместе в нескольких разных группах. Рик Окасек и Бенджамин Орр встретились в Кливленде, штат Огайо, в 1960-х годах после того, как Окасек увидел Орра, выступающего со своей группой the Grasshoppers на шоу Big 5, местной музыкальной эстрадной программе. Эти двое играли в разных группах в Колумбусе, штат Огайо, и Энн-Арборе, штат Мичиган, а затем в начале 1970-х переехали в Бостон. В Бостоне Окасек и Орр вместе с ведущим гитаристом Джасом Гудкайндом создали фолк-рок-группу в стиле Crosby, Stills & Nash под названием Milkwood. В 1972 году они выпустили один альбом «How’s the Weather» на лейбле Paramount Records, который не попал в чарты.
После Milkwood Окасек и Орр сформировали группу Richard and the Rabbits, название которой было предложено Джонатаном Ричманом. В состав группы входил Грег Хоукс, который учился в музыкальном колледже Беркли и играл на саксофоне на альбоме Milkwood. Хоукс отправился в турне с Martin Mull and His Fabulous Furniture (с англ. — «Мартин Малл и Его Потрясающая Мебель»), музыкальной комедией, в которой Малл играл на различных инструментах. Затем Рик Окасек и Бен Орр выступили как акустический дуэт под названием просто Ocasek and Orr в кофейне Idler в Кембридже, штат Массачусетс. Некоторые из песен, которые они исполняли, стали ранними песнями The Cars.
Позже Окасек и Орр объединились с гитаристом Эллиотом Истоном (который также учился в Беркли) в группе Cap’n Swing. В составе Cap’n Swing также был барабанщик Гленн Эванс, за которым позже последовал Кевин Робишо, и джазовый басист, что противоречило более рок-н-ролльным пристрастиям Окасека. Бенджамин Орр был ведущим вокалистом и не играл ни на каком инструменте. Cap’n Swing вскоре привлеки внимание диск-жокея WBCN Максанн Сартори, которая начала играть песни с их демо-кассеты на своём шоу.
Получив отказ от нескольких звукозаписывающих лейблов, Окасек избавился от басиста и барабанщика и решил создать группу, которая лучше соответствовала бы его стилю написания песен. Орр занял место бас-гитариста, а Робишо был заменён Дэвидом Робинсоном, наиболее известным по своей карьере в The Modern Lovers. Робинсон также играл в DMZ и The Pop! Хоукс вернулся к игре на клавишных, и группа стала называться «The Cars». Название было предложено Робинсоном, чьё чувство моды оказало сильное влияние на имидж группы.
Группа была образована в 1976 году.

### Рост популярности,The CarsиCandy-O(1978—1979)
The Cars отыграли своё первое шоу на военно-воздушной базе «Pease» в Нью-Гэмпшире 31 декабря 1976 года и провели начало 1977 года, играя по всей Новой Англии, разрабатывая песни, которые вошли в их дебютный альбом. Демо-запись из девяти песен была записана в начале 1977 года, и вскоре «Just What I Needed» активно транслировалась на бостонских радиостанциях WBCN и WCOZ. Благодаря этой трансляции группе были предложены контракты на запись от Arista Records и Elektra Records. Группа подписала контракт с Elektra из-за отсутствия групп новой волны, что позволило группе выделиться больше по сравнению с Arista, в которой было много артистов новой волны. Дебютный альбом группы The Cars был выпущен в июне 1978 года и занял 18-е место в Billboard 200. «Just What I Needed» была выпущена в качестве дебютного сингла с альбома, за ним последовали «My Best Friend's Girl» и «Good Times Roll», все три из которых попали в чарты Billboard Hot 100. В альбом вошли несколько треков с альбома, которые получили значительное распространение в эфире, такие как «You’re All I’ve Got Tonight», «Bye Bye Love», и «Moving in Stereo».
Выпущенный в июне 1979 года, Candy-O, второй альбом группы, стал ещё большим хитом, достигнув 3-го места в чарте альбомов Billboard 200, что на 15 позиций выше, чем у их дебюта. Обложка альбома была создана знаменитым художником Playboy Альберто Варгасом, на альбоме был их первый сингл «Let’s Go», вошедший в Топ-20. Последующие синглы «It’s All I Can Do» и «Double Life» также были выпущены, но с меньшим успехом.

### Изменение звука,PanoramaиShake It Up(1980—1983)
После успеха Candy-O в 1980 году был выпущен третий студийный альбом группы Panorama. Альбом, считавшийся более экспериментальным, чем его предшественники, включал только один хит из топ-40 с песней «Touch and Go». Хотя альбом достиг 5-го места в Billboard 200 в Америке, он не получил похвалы от критиков The Cars и Candy-O, а Rolling Stone описал альбом как «откровенное занудство».
В 1981 году The Cars купили Intermedia Studios в Бостоне, переименовав её в Syncro Sound Studios. Единственным альбомом The Cars, записанным там, был четвёртый альбом группы Shake It Up, более коммерческий альбом, чем Panorama. Это был их первый альбом, который имел сингл с заглавным треком в топе-10, и он включал ещё один хит — «Since You’re Gone». После тура 1982 года The Cars взяли небольшой перерыв и приступили к работе над сольными проектами. Окасек выпустил Beatitude, а Хоукс — Niagara Falls.

### Heartbeat City,Door to Door, супер-популярность и первый распад (1984—1988)
The Cars собрались и выпустили свой самый успешный альбом Heartbeat City в 1984 году. Первый сингл, «You Might Think», помог The Cars выиграть Видео Года на первой MTV Video Music Awards. Другие хитовые синглы с альбома включали «Magic», «Hello Again» и «Why Can’t I Have You». Песня «Drive» с Орром на вокале получила особую известность, когда была использована в видео о голоде в Эфиопии, подготовленном Канадской радиовещательной корпорацией и представленном Дэвидом Боуи на концерте Live Aid 1985 года на стадионе Уэмбли в Лондоне (сами The Cars выступали на концерте Live Aid в Филадельфии). Впоследствии песня стала самым успешным синглом группы, заняв третье место в Billboard Hot 100. Актёр и режиссёр Тимоти Хаттон снял клип на песню.
После последовавшего периода супер-популярности и ещё одного хитового сингла «Tonight She Comes», хита № 7 в Billboard Hot 100 и № 1 в чарте Billboard Top Rock Tracks (их последний № 1), из их Greatest Hits, The Cars снова взяли перерыв, чтобы заняться сольными проектами. Истон и Орр выпустили свои дебютные альбомы (Change No Change и The Lace соответственно), в то время как Окасек выпустил свой второй сольный альбом This Side of Paradise. В 1987 году The Cars выпустили свой шестой альбом Door to Door. В нём содержался их последний крупный международный хит «You Are the Girl», но альбом не смог приблизиться к успеху их предыдущих альбомов. Группа объявила о своём распаде в феврале 1988 года.

### После распада, сольные карьеры и смерть Бенджамина Орра (1989—2009)
В конце 1990-х ходили слухи о воссоединении The Cars, но за ними ничего не последовало. Однако в 1995 году Rhino Records выпустили набор из двух компакт-дисков Just What I Needed: The Cars Anthology, содержащий все хиты группы, смешанные с раритетами (демо и неальбомные Би-сайды). За этим последовали выпуски The Cars: Deluxe Edition (1999), их дебютного альбома в формате двух компакт-дисков, и Complete Greatest Hits.
В середине 1990-х Орр записал треки с гитаристом Джоном Калишесом для неизданного продолжения The Lace и выступал с тремя группами: его собственной группой ORR, Voices of Classic Rock и Big People. Орр в последний раз появился со своими бывшими товарищами по группе в интервью для документального фильма о группе перед своей смертью от рака поджелудочной железы в возрасте 53 лет 3 октября 2000 года.
Окасек продолжал выступать как сольный исполнитель, выпустив более семи студийных альбомов. Робинсон ушёл из музыки и большую часть времени проводил, работая в своём ресторане. В 2005 году Истон и Хоукс объединили свои таланты с Тоддом Рандгреном, Прейри Принсом (The Tubes, Journey) и Касимом Султоном (Utopia, Мит Лоуф) в обновлённом составе The New Cars, чтобы исполнить классические песни The Cars вместе с новым оригинальным материалом и отрывками из карьеры Рандгрена.
В 2008 году был выпущен первый альбом группы для видео-игры Rock Band.

### Воссоединение,Move Like Thisи второй перерыв (2010—2017)
В 2010 году участники-основатели The Cars предложили воссоединиться, когда Рик Окасек, Эллиот Истон, Грег Хоукс и Дэвид Робинсон разместили на своей странице в Facebook фотографию четырех участников вместе в Millbrook Sound Studios, в Миллбруке, штат Нью-Йорк. 13 октября они также опубликовали фрагмент новой песни «Blue Tip» на своей странице в Facebook. Фотография Джекнайфа Ли в студии была опубликована на странице группы в Facebook, намекая на то, что он будет продюсировать новый альбом The Cars.
В октябре Billboard сообщил, что The Cars записывают новый альбом в студии ветерана-инженера Пола Орофино в Миллбруке, штат Нью-Йорк. Клип на новую песню «Sad Song» был добавлен на страницу группы в Facebook 7 декабря 2010 года; другой клип на песню под названием «Free» был опубликован на их странице в Facebook 1 января 2011 года. Официальное дебютное видео на песню «Blue Tip» было выпущено 17 февраля. Режиссёрами клипа выступили Роберто Серрини и Эрон Откасек из The Lab NYC, в нём участвуют четыре участника группы и нью-йоркский уличный художник Джо Юрато. Согласно Rolling Stone, оставшиеся члены The Cars взаимно согласились, что не будут заменять покойного Бенджамина Орра, поэтому Хоукс и Ли взяли на себя все басовые партии.
Новый альбом под названием Move Like This был выпущен 10 мая Hear Music/Concord Music, дебютировав на 7-й строчке в чартах альбомов Billboard. В нём было представлено 10 песен менее чем за 40 минут. «Sad Song» была выпущена на радиостанциях 1 марта в качестве первого сингла с альбома. В мае 2011 года The Cars отправились в турне по десяти городам США и Канады, а также выступили в августе в Lollapalooza в Чикаго. В туре басовые партии Орра исполнял Хоукс на клавишных и басу; вокал в песнях, первоначально спетых Орром («Just What I Needed», «Let’s Go» и «Moving in Stereo»), исполнил Окасек. В интервью Окасека спросили, воссоединилась бы группа, если бы Бен Орр был ещё жив. Окасек ответил: «У нас с Беном была настоящая холодная война, которая длилась около 23 лет. Я никогда не мог точно понять, почему, но я думаю, что было много зависти, потому что я писал песни и привлекал много внимания. И там были всякие странные вещи, например, он сказал: 'Моя девушка пишет песни, давай используем одну или две из них'. Я сказал: 'Нет, это не The Cars'».
The Cars снова стали неактивными после завершения тура в 2011 году. 28 апреля 2016 года Окасек от имени группы дал ответы на вопросы на спутниковом радио SiriusXM. Также в 2016 г. издана обновлённая музыка группы на CD и виниле, Окасек руководил ремастерингом.

### Включение в Зал славы рок-н-ролла и смерть Рика Окасека (2018—2019)
После семи лет бездействия группа вновь собралась вместе со Скоттом Шрайнером из Weezer на басу вместо Орра, чтобы сыграть сет из четырёх песен («You Might Think» (которую Weezer записали для саундтрека Тачки 2, Окасек также продюсировал три альбома Weezer), «My Best Friend’s Girl», «Moving in Stereo», «Just What I Needed») на их введении в Зал славы рок-н-ролла в 2018 году. Их представил фронтмен The Killers Брэндон Флауэрс:

В 1978 году Rolling Stone назвал The Cars «Лучшей новой группой». Для меня они звучат как новая группа даже через сорок лет.
… Рок-н-ролл нужно услышать и когда я впервые услышал The Cars, как и многие, я сразу всё понял.
… У The Cars было всё: имидж, хиты, романтическая лирика, несравненные припевы, гитарные соло раздражающие родителей, шикарные клипы… В семидесятые и восьмидесятые The Cars удавалось сохранять уникальное положение — доверие публики для них подкреплялось большим коммерческим успехом.
… Всё это — образцовый рок-н-ролл. Что главное в рок-н-ролле? Его энергия. Он воодушевляет, придаёт нам сил и может преобразить захудалый чёрно-белый городишко невесть где в красочное место с массой возможностей.

15 сентября 2019 года Окасек был найден мертвым в своем доме в Нью-Йорке в возрасте 75 лет.

## Музыкальный стиль
Музыка The Cars была описана как Новая волна и пауэр-поп, и находилась под влиянием прото-панка, гаражного рока и бабблгам-попа. Они также использовали рокабилли в таких песнях, как «My Best Friend’s Girl». Роберт Палмер, музыкальный критик The New York Times и Rolling Stone, описал музыкальный стиль The Cars: «Они взяли некоторые важные, но разрозненные современные тенденции — минимализм панка, лабиринтные синтезаторные и гитарные текстуры арт-рока, возрождение рокабилли 50-х годов и мелодичную лаконичность пауэр-попа — и смешали их в индивидуальную и привлекательную смесь».

## Достижения
- В 1978 Rolling Stone назвал The Cars «Лучшей новой группой».
- Альбом The Cars продан в 6 миллионов копий и находился в чарте США 139 недель.
- Альбом The Cars № 282 в списке 500 величайших альбомов всех времён журнала Rolling Stone.
- В 1984 группа выиграла «Видео года» за You Might Think на первой MTV Video Music Awards.
- К 2001 продано более 23 миллиона альбомов группы в США.
- В апреле 2018 группа введена в Зал славы рок-н-ролла.

## Состав
- Рик Окасек — ведущий и бэк-вокал, ритм-гитара, клавишные (1976—1988, 2000, 2010—2011, 2018; умер в 2019)
- Бенджамин Орр — ведущий и бэк-вокал, бас-гитара, клавишные (1976—1988, 2000; умер в 2000)
- Эллиот Истон — соло-гитара, бэк-вокал (1976—1988, 2000, 2010—2011, 2018)
- Грег Хоукс — клавишные, гитары, бэк-вокал (1976—1988, 2000, 2010—2011, 2018), саксофон (1976—1979), бас-гитара (2010—2011)
- Дэвид Робинсон — ударные, перкуссия, бэк-вокал (1976—1988, 2000, 2010—2011, 2018)

### Концертные участники
- Скотт Шрайнер — бас-гитара, бэк-вокал (2018)

### The New Cars
- Тодд Рандгрен — вокал, ритм-гитара
- Эллиот Истон — соло-гитара, бэк-вокал
- Грег Хоукс — клавишные, бэк-вокал
- Касим Султон — бас-гитара, ведущий и бэк-вокал
- Прейри Принс — ударные, перкуссия

## В популярной культуре
- Хит группы You Might Think звучит в сериале Безмозглые, как одна из главных музыкальных тем.
- You Might Think так же звучит в полнометражном анимационном фильме Тачки (The Cars).
- Песня группы Moving in Stereo звучит в третьем сезоне сериала Очень странные дела.
- Главный антагонист второй части манги и аниме JoJo's Bizarre Adventure: Battle Tendency Карс (Kars) назван в честь группы

## Дискография

### Альбомы
| Год  | Альбом         | US | AUS | FRA | GER | NL | NZ | NOR | SWE | SWI | UK | Сертификат                               | Лейбл      |
| ---- | -------------- | -- | --- | --- | --- | -- | -- | --- | --- | --- | -- | ---------------------------------------- | ---------- |
| 1978 | The Cars       | 18 | 35  | —   | —   | —  | 5  | —   | —   | —   | 29 | US: 6-platinum UK: Silver MC: 2-platinum | Elektra    |
| 1979 | Candy-O        | 3  | 7   | —   | —   | —  | 6  | —   | —   | —   | 30 | US: 4-platinum                           | Elektra    |
| 1980 | Panorama       | 5  | 19  | —   | —   | —  | 14 | —   | —   | —   | —  | US: Platinum                             | Elektra    |
| 1981 | Shake It Up    | 9  | 20  | —   | —   | 40 | 12 | —   | —   | —   | —  | US: 2-platinum                           | Elektra    |
| 1984 | Heartbeat City | 3  | 15  | 29  | 15  | 41 | 1  | —   | 26  | 20  | 25 | US: 4-platinum UK: Gold                  | Elektra    |
| 1987 | Door to Door   | 26 | 26  | —   | 57  | —  | 10 | 9   | 29  | 20  | 72 | US: Gold                                 | Elektra    |
| 2011 | Move Like This | 7  | —   | —   | —   | —  | —  | —   | —   | —   | —  | —                                        | Hear Music |